# Wood Ridge (Antarktika)
Wood Ridge ist ein 11 km langer, abgeflachter und vereister Gebirgskamm im ostantarktischen Viktorialand. In den Southern Cross Mountains erstreckt er sich in nordsüdlicher Ausdehnung zwischen dem Campbell- und dem Styx-Gletscher.
Der United States Geological Survey kartierte ihn anhand eigener Vermessungen und Luftaufnahmen der United States Navy aus den Jahren von 1955 bis 1963. Das Advisory Committee on Antarctic Names benannte ihn 1968 nach Vernon P. Wood, Mitglied der Überwinterungsmannschaften auf McMurdo-Station der Jahre 1963 und 1967.